# Rage narcissique
La rage narcissique est un terme inventé par Heinz Kohut en 1972, et désigne la réaction à une blessure narcissique perçue comme menaçant l'estime de soi. La blessure narcissique (ou cicatrice narcissique) est une expression employée par Sigmund Freud dans les années 1920 ; blessure narcissique et coup narcissique sont, en outre, des termes presque interchangeables.
La blessure narcissique se produit quand un narcissique estime que son « vrai moi » a été révélé. Cela peut être le cas lorsque le narcissique connait une chute de réputation, comme lorsque ses comportements ou motivations cachés sont révélés, ou lorsque sa crédibilité est remise en question. La blessure narcissique est une cause de détresse et peut conduire à une dysrégulation des comportements, comme la rage narcissique.
La rage narcissique se produit selon un continuum allant de simples prises de distance, à l'expression d'irritation ou de gêne légère, jusqu'à des explosions graves, y compris des attaques violentes, voire meurtrières.  Les réactions de rage narcissique ne sont pas limitées au trouble de la personnalité, et peuvent aussi se retrouver dans la catatonie, le trouble délirant et les épisodes dépressifs. Il a aussi été suggéré que les narcissiques avaient deux couches de rage : la première peut être considérée comme une colère constante (dirigée vers quelqu'un d'autre), alors que la seconde est plutôt vue comme une colère dirigée vers soi-même.

## Freud et les coups narcissiques
Dans son étude de cas de 1914 « Wolfman », Freud a identifié la cause de la névrose au moment où « il fut forcé de se rendre compte que son infection gonococcique constituait une grave blessure à son corps. Le coup à son narcissisme a été trop important pour lui, et il est parti en morceaux ». Quelques années plus tard, dans Au-delà du principe de plaisir, par rapport aux revers inévitables de la sexualité infantile, Freud a soutenu que « la perte de l'amour et l'échec laissent une blessure qui prend la forme d'une cicatrice narcissique, reflétant l'ampleur du mépris dont il a été victime ». En 1923 il a ajouté qu'« un enfant a l'idée de ce qu'est une blessure narcissique en expérimentant la perte du sein maternel après l'avoir sucé, et de la cession quotidienne de ses matières fécales » - les pertes viendraient ensuite alimenter le complexe de castration quand « cette idée de perte a été connectée avec les organes génitaux masculins » ; tandis qu'en 1925, il a ajouté par rapport à l'envie du pénis : « après qu'une femme ait pris conscience de la blessure de son narcissisme, elle développe, en tant que cicatrice, un sentiment d'infériorité ».

## D'autres développements psychanalytiques
Le concept de Freud appelé « premières blessures à soi-même (blessures au narcissisme) » a été élargi par de nombreux psychanalystes. Karl Abraham a vu la clé des dépressions adultes, dans l'expérience de l'enfance, d'un coup porté au narcissisme à cause de la perte de l'approvisionnement narcissique. Otto Fenichel a confirmé l'importance des blessures narcissiques dans les dépressions et a étendu son analyse en y incluant les personnalités borderline.
Edmund Bergler a souligné l'importance de l'omnipotence infantile dans le narcissisme, et la rage qui suivait tout coup porté à ce sentiment d'omnipotence narcissique ; Annie Reich a souligné qu'un sentiment de honte alimentait la colère quand un coup au narcissisme exposait le fossé entre l'ego réel et l'ego idéalisé ; alors que les lacanians lient le concept de blessure narcissique de Freud, avec le stade du miroir de Lacan.
Finalement, la théorie des relations d'objet met en évidence l'importance de la colère contre les défaillances environnementales précoces qui ont laissé les patients se sentir mal vis-à-vis d'eux-mêmes quand l'omnipotence de l'enfance a été trop brusquement contestée.

## Kohut et la psychologie du soi
Kohut a exploré un large éventail d'expériences de colère dans son article « Thoughts on Narcissism and Narcissistic Rage » (1972). Il a considéré la rage narcissique comme une forme majeure, en contraste avec l'agressivité. Parce que la structure-même du soi est affaiblie chez le narcissique, la rage ne peut pas fleurir en véritable affirmation de soi, ce qui fait place à une hypersensibilité vis-à-vis des blessures narcissiques perçues ou imaginaires.
Pour Kohut, la rage narcissique est liée à la nécessité d'un contrôle total sur son environnement, notamment « la nécessité de se venger, pour redresser un tort, et l'annulation d'une blessure par tous les moyens ». Le procédé de victimisation est utilisé par le narcissique pour provoquer de la douleur aux autres, tandis que dans le même temps, il tente de reconstruire son propre (en fait faux) sens du Soi. Il peut aussi employer l'auto-protection et la préservation, avec sa rage, servant à restaurer un sentiment de sécurité et de puissance, en détruisant ce qui l'avait menacé.
Alternativement, selon Kohut, les rages peuvent être vues comme le résultat de honte devant l'échec. La rage narcissique est la colère incontrôlable et inattendue qui résulte d'une blessure narcissique ; une menace pour l'estime de soi ou la valeur d'un narcissique. La rage se présente sous plusieurs formes, mais toutes se rapportent à la même chose : la vengeance. Les rages narcissiques sont basées sur la peur et perdureront même après la menace partie.
Chez le narcissique, la rage est dirigée vers la personne qu'il croit l'avoir méprisée ; chez les autres personnes, la rage est vue comme incohérente et injuste. Cette rage altère leur cognition, altérant ainsi leur jugement. Au cours de la rage, ils sont enclins à crier et calomnier. Dans son livre The Analysis of the Self, Kohut explique que les narcissiques peuvent même rechercher des conflits pour trouver un moyen de soulager leur douleur ou leurs souffrances.

## Perfectionnisme
Les narcissiques sont souvent pseudo-perfectionnistes et ont besoin d'être le centre de l'attention ; ils créent ainsi des situations dans lesquelles ils recevront cette attention. Les tentatives du narcissique pour être parfait sont cohésives avec leur image de soi grandiose. Un état de perfection non atteint peut conduire à la culpabilité, la honte, la colère ou l'anxiété parce que le sujet croit perdre l'admiration et l'amour des autres personnes.
Derrière un tel perfectionnisme, la self psychology voit les lésions traumatiques antérieures conduisant à la mégalomanie.

## En thérapie
Adam Phillips a fait valoir que la guérison thérapeutique implique que le patient soit encouragé à revivre « une blessure narcissique terrible », l'expérience de l'enfant exclu de l'alliance des parents, afin de se réconcilier avec.

## Critique
La diffusion à grande échelle des concepts de Kohut ont pu conduire à leur banalisation. Neville Symington souligne que les expressions répandues telles que : « Oh, je suis très narcissique » ou  « Mon narcissisme a été blessé » ne reflètent pas la réalité de ce que représente vraiment cet état.